# Erica denticulata
Erica denticulata är en ljungväxtart som beskrevs av Carl von Linné. Erica denticulata ingår i släktet klockljungssläktet, och familjen ljungväxter.

## Underarter
Arten delas in i följande underarter:
- E. d. grandiloba
- E. d. longiflora
- E. d. retusa